# Edson H. Deal
Edson Hart Deal, född 11 november 1903 i Weiser i Idaho, död 22 april 1967, var en amerikansk republikansk politiker. Han var Idahos viceguvernör 1951–1955.
Deal efterträdde 1951 Donald S. Whitehead som Idahos viceguvernör och efterträddes 1955 av J. Berkeley Larsen. År 1967 tillträdde Deal ämbetet som Idahos statssekreterare. Han avled senare samma år i ämbetet och gravsattes på Kohlerlawn Cemetery i Nampa.